# 甘党 (漫画家)
甘党（あまとう）は、日本の漫画家。栃木県出身。女性。既婚。

## 来歴
2008年ごろよりイラスト・コミュニケーションサービス「Pixiv」への作品投稿を開始。東方Projectなどを題材とした同人活動を経て、2013年8月に『月刊コミックアライブ』（KADOKAWA・メディアファクトリー）にて『となりの吸血鬼さん』の読み切りを掲載し漫画家デビュー。その後、複数回の読切掲載をした後、同誌内の“雑誌内雑誌”としての『コミックキューン』（同）にて2014年10月号より連載開始した。2018年3月に同作のアニメ化が発表され、同年10月から12月にかけて放映された。

## 作品リスト

### 漫画作品
- ふわふわパティスリー（『まんがタイムきららキャラット』2013年3月号[8]・4月号[9]・9月号[10]） - 『となりの吸血鬼さん』5巻に併録。
- アイドルはじめました（『アイドルマスター シンデレラガールズ Shuffle!!』2013年） - 『アイドルマスター シンデレラガールズ』のアンソロジー寄稿作品。『ガンガンONLINE』に掲載。
- まどかとお茶会（原案：Magica Quartet、『魔法少女まどか☆マギカ アンソロジーコミック』4巻、2013年[11]） - 『魔法少女まどか☆マギカ』のアンソロジー寄稿作品。
- となりの吸血鬼さん（『月刊コミックアライブ』2013年8月号[3] - 2014年6月号、『コミックキューン』2014年10月号[5] - 2021年12月号[12]）
- めいこん（『人外の嫁といちゃいちゃする アンソロジーコミック』2016年[13]）
- 狐と暮らす（『人外の嫁といちゃいちゃする アンソロジーコミック2』2017年）

### 書籍

#### 漫画単行本
- 『となりの吸血鬼さん』、KADOKAWA〈MFCキューンシリーズ〉2015年 - 2021年、全8巻

#### 画集
- 『となりの吸血鬼さん画集』KADOKAWA、2019年3月30日発売[14][15]、ISBN 978-4-04-065659-5、A4判

### その他
- 少女終末旅行 公式アンソロジーコミック 2（アンソロジーコミック、2020年[16]）ピンナップ
- まちカドまぞくアンソロジーコミック 1（アンソロジーコミック、2022年[17]）カバーイラスト